# 김승락
김승락(金勝洛, 1964년 6월 25일~)은 대한민국의 배우이다. 일본, 대한민국, 중국, 조선민주주의인민공화국 등지의 무대에서 활약하고 있다.

## 생애
1996년 극단 시키 입단했으며, "캣츠"에서는 럼텀터거, 아스파라거스=그로울타이거, 버스토퍼존스, 스킴블샹크스등 여러역할로 출연했다."미녀와 야수"주연 야수 역, 일본과 한국에서 맡았던 "라이언 킹"스카 역은 한국에서도 100회 이상 출연했으며,  "지저스 크라이스트=수퍼 스타"이스가리옷 유다 역을 열연. 기타 "송&댄스"시리즈에서 인기를 얻다. 타고난 가창력과 표현력으로 독특한 존재감을 표시하고 리얼리티가 있는 역할로 정평이 나 있다.
2013년 9월 "라이언 킹" 스카 역을 끝으로 극단 퇴단, 11월부터 프리로서 활동했다.
2014년 뮤지컬"홍쿠!"에서 주연 아구리 역을 맡았다.
그 뒤 “십이야”, “도리언 그레이의 초상”, 뮤지컬”그랜드 호텔”등 수많은 작품에 출연. 또 다자이 오사무의 "직소(유다의 고백)~진실의 유다" 도쿄 외 3도시에서 공연. 또 영화 더빙이나 TV 드라마 "야메고쿠~야쿠자 그만두겠습니다"에 고정 출연, NHK 스페셜 TV 드라마 "후쿠시마 제일 원자력 발전 88시간", DTV 드라마 "긴타마", 영화 "사나다 십용사" 등, 영상에서도 여유 있는 인상깊은 연기를 보이고 있다.
CD 발매, 일본, 한국에서도 콘서트나 라이브에 출연을 이어갔다.
2022년 12월 개봉 한국 뮤지컬 영화 영웅에서 이토 히로부미 역으로 출연했다.